# Cratere Galdakao
Galdakao  è un cratere sulla superficie di Marte.